# 杨兴平
杨兴平（1965年12月—），四川成都人，男，汉族，中华人民共和国政治人物。1984年7月参加工作，1994年3月加入致公党。四川教育学院历史专业毕业。
2008年1月，任致公党四川省委副主委、成都市委主委、成都市政协副主席、成都职业技术学院院长。2008年1月，任致公党四川省委副主委、成都市委主委、成都市政协副主席。2012年6月，任致公党四川省委主委、成都市委主委、成都市政协副主席。2013年1月，任十一届四川省政协副主席、致公党中央常委、四川省委主委、成都市政协副主席。2016年1月，卸任四川省政协副主席，当选四川省人民政府副省长。
2008年，当选第十一届全国人民代表大会四川地区代表。2018年2月24日，当选为第十三届全国人大代表。